# Behuria cordifolia
Behuria cordifolia är en tvåhjärtbladig växtart som beskrevs av Célestin Alfred Cogniaux. Behuria cordifolia ingår i släktet Behuria och familjen Melastomataceae. Inga underarter finns listade i Catalogue of Life.